# Carlos Torre Repetto
Carlos Jesús Torre Repetto (Mérida, Yucatán, 29 de noviembre de 1904-Mérida, 19 de marzo de 1978) fue un Gran Maestro Internacional de ajedrez mexicano.

## Biografía

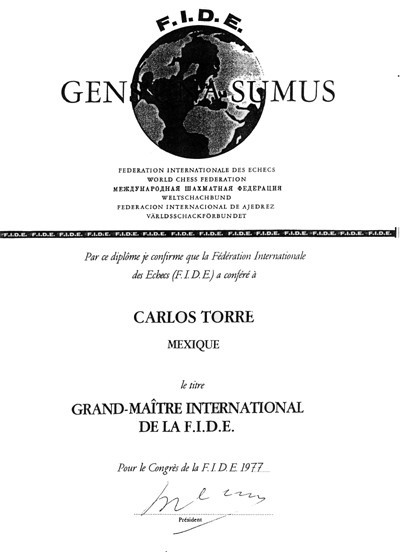
Título de gran maestro internacional otorgado a Carlos Torre Repetto en 1977.

A los seis años de edad, aprendió los movimientos de las piezas. En 1915, su familia se mudó a Nueva Orleans (Luisiana, Estados Unidos). Allí, se convirtió en discípulo de Edwin Ziegler Adams, un conocido ajedrecista, entonces vicepresidente del New Orleans Chess, Checkers and Whist Club. Durante los años 1925-1926, fue invitado a participar en varios torneos internacionales: Baden-Baden, 1925 (décimo lugar); Marienbad, 1925 (tercer lugar); Moscú, 1925 (quinto lugar); y Chicago, 1926 (segundo lugar). Ese mismo año, gana el campeonato de México. En octubre de 1926, padeció una crisis nerviosa, por lo que se vio obligado a retirarse del ajedrez de por vida. La Federación Internacional de Ajedrez (FIDE) le otorgó en 1977 el título de Gran Maestro Internacional un año antes de su muerte.
Torre Repetto tuvo una carrera ajedrecística muy corta: con tan solo veintiún años de edad se retiró de los torneos internacionales, cuando muchos expertos pensaban que habría podido aspirar al cetro mundial. Se ha especulado bastante sobre su súbito retiro. Se rumoreó que Torre Repetto sufrió una decepción amorosa, aunque en una entrevista él señaló que se debió a dificultades económicas.
En la época de Carlos Torre no existía un método fiable para medir la fuerza relativa de un jugador de ajedrez. Si se calcula un Elo retroactivo se llega a la cifra de 2560, similar al de Spielmann y Tartakower, ligeramente superior al de Réti y Grünfeld y por debajo de los tres campeones mundiales de la época: Emanuel Lasker, José Raúl Capablanca y Alexandre Alekhine.
Los resultados obtenidos por Torre contra estos tres grandes fueron de una partida ganada y dos tablas: venció a Emanuel Lasker, obtuvo un rápido empate contra Alekhine y, tras una difícil defensa en un final con inferior posibilidad, logró también el empate con Capablanca. Su porcentaje frente a los maestros de fuerza similar a los «tres grandes» fue de 63%. Esto era una característica de Torre: obtenía sus mejores resultados cuanto más fuertes eran sus rivales y en repetidas ocasiones caía contra los más débiles. En todas las partidas, destacó siempre su estilo de juego posicional, con gran habilidad táctica.
Carlos Torre escribió la monografía llamada El desarrollo de la habilidad en ajedrez, que se publicó por primera vez en idioma ruso. De allí se obtiene una de sus frases más conocidas: «El desarrollo de nuestra habilidad no consiste en que lleguemos a ser conocedores de las aperturas y diestros en los finales, porque no hay desarrollo sin armonía... Debemos empeñarnos principalmente en jugar todas las fases de la partida igualmente bien; esto es, jugar al ajedrez».
La figura ajedrecística que más influyó en él fue la de Emanuel Lasker. Al referirse a Lasker, Capablanca y Alekhine, Torre mantenía gran respeto y reconocimiento por todos ellos, aunque es perceptible la tendencia a una admiración mayor por Lasker.

## Torre, acerca de los tres grandes de su época

### Alekhine
Al referirse a Alexander Alekhine, opinó: «Era el mejor calculando variantes; ningún otro campeón se le podía igualar en profundidad de cálculo. Tenía una enorme capacidad de trabajo y una memoria prodigiosa». Cuando él lo conoció, Alekhine era un férreo combatiente y aún no tenía problemas con el alcohol.

### Capablanca
«Tengo la impresión de que jugaba con vistas al final; veía, o sentía, qué había que hacer en cualquier posición», dijo al referirse a José Raúl Capablanca, opinión que otros maestros compartieron y comparten.

### Lasker
Sobre Emanuel Lasker, dijo que «era un jugador tanto práctico como racional al mismo tiempo. Su estilo era más parecido al de Capablanca que al de Alekhine. Era práctico y, a la vez, finamente intuitivo, lo que le permitía ahorrar tiempo y energía y le facilitaba jugar rápido, y así, permaneció a un primerísimo nivel a edad muy avanzada».

## Legado

### Contribución a la teoría de aperturas
A Carlos Torre se le reconoce como inventor de un sistema conocido como Ataque Torre, muy popular entre algunos ajedrecistas. Se caracteriza por los movimientos: 1.d4 Cf6 2.Cf3 e6 3.Ag5, 1.d4 Cf6 2.Cf3 g6 3.Ag5 o 1.d4 Cf6 2.Cf3 d5 3.Ag5.  Tigran Petrosian, el noveno campeón mundial, fue especialista en esta apertura.
Carlos Torre también introdujo la Defensa mexicana (también conocida como Defensa tango de los dos caballos o Defensa tango), la que utilizó por primera vez en la partida contra Friedrich Sämisch en Baden-Baden, Alemania, en 1925. Esta defensa consiste en los movimientos: 1.d4 Cf6 2.c4 Cc6!?

### El molino
El molino o lanzadera consiste en una acción combinada de alfil y torre sobre el rey contrario. Fue usado por primera vez por Carlos Torre en una partida contra Emanuel Lasker, la cual se utiliza como ejemplo en diversos libros de ajedrez.
- Blancas: Carlos Torre Repetto,  México
- Negras: Emanuel Lasker,  Alemania
- Año: 1925
- Lugar: Moscú, Unión Soviética

1.d4 Cf6 
2.Cf3 e6 
3.Ag5 c5 
4.e3 cxd4 
5.exd4 Ae7 
6.Cbd2 d6 
7.c3 Cbd7 
8.Ad3 b6 
9.Cc4 Ab7 
10.De2 Dc7 
11.O-O O-O 
12.Tfe1 Tfe8 
13.Tad1 Cf8 
14.Ac1 Cd5 
15.Cg5 b5 
16.Ca3 b4 
17.cxb4 Cxb4 
18.Dh5 Axg5 
19.Axg5 Cxd3 
20.Txd3 Da5 
21.b4! Df5 
22.Tg3 h6 
23.Cc4 Dd5 
24.Ce3 Db5
|       |       |    |       |       |       |       |       |    |  |
|       | a8 rd | b8 | c8    | d8    | e8 rd | f8 nd | g8 kd | h8 |  |
| a7 pd | b7 bd | c7 | d7    | e7    | f7 pd | g7 pd | h7    |    |  |
| a6    | b6    | c6 | d6 pd | e6 pd | f6    | g6    | h6 pd |    |  |
| a5    | b5 qd | c5 | d5    | e5    | f5    | g5 bl | h5 ql |    |  |
| a4    | b4 pl | c4 | d4 pl | e4    | f4    | g4    | h4    |    |  |
| a3    | b3    | c3 | d3    | e3 nl | f3    | g3 rl | h3    |    |  |
| a2 pl | b2    | c2 | d2    | e2    | f2 pl | g2 pl | h2 pl |    |  |
| a1    | b1    | c1 | d1    | e1 rl | f1    | g1 kl | h1    |    |  |
|       |       |    |       |       |       |       |       |    |  |

25.Af6 Dxh5   26.Txg7+ Rh8   27.Txf7+ Rg8   28.Tg7+ Rh8   29.Txb7+ Rg8   30.Tg7+ Rh8   31.Tg5+ Rh7   32. Txh5 Rg6   33.Th3 Rxf6   34.Txh6+ Rg5   35. Th3 Teb8   36.Tg3+ Rf6 37.Tf3+ Rg6   38.a3 a5   39.bxa5 Txa5   40.Cc4 Td5 41.Tf4 Cd7   42.Txe6+ Rg5   43.g3 1-0
Sin embargo, Torre dio una opinión muy poco convencional de esta partida: «No la considero una buena partida, ambos cometimos varios errores; esa fue una de mis peores partidas y también la peor de Lasker».

### Libros publicados
Carlos Torre escribió un ensayo de ajedrez en marzo de 1926, que fue publicado originalmente en idioma ruso con el título Kak Formiruyetsya Shakhmatist por la editorial Krolenko Publishing House en Leningrado. En inglés se publicó bajo el título Development of Chess Ability en Nueva York, 1926. Este ensayo fue la base de un pequeño libro publicado también por Torre bajo el título Desarrollo de la habilidad en el ajedrez en Buenos Aires, 1944. Sin embargo, es en otro de sus libros, el titulado El Torneo de Ajedrez para el Campeonato de la República Mexicana, que se publicó a principios de 1928, donde Torre el pedagogo brilla en todo su esplendor.

### Frases célebres
- «El desarrollo de nuestra habilidad no consiste en que lleguemos a ser conocedores de las aperturas y diestros en los finales, porque no hay desarrollo sin armonía... debemos empeñarnos principalmente en jugar todas las partes del juego igualmente bien, esto es, jugar ajedrez»

- «Si siempre jugamos cada vez mejor que antes: la apertura con mayor precisión, el medio juego más conscientemente y el final con exactitud; si nos proponemos hacer nuestros cálculos con más corrección, producir una obra maestra, nuestros esfuerzos internos se traducirán y nuestro progreso sobrepasará a los más lisonjeros sueños...»

- «La fuerza que se acumula debe producir progreso, y de esta suerte, nuestro esfuerzo continuo y creciente desarrollará nuestra habilidad en razón progresiva»

- «La virtud de los grandes maestros es el esfuerzo a conciencia»

- «El esfuerzo a conciencia y el conocimiento caminan paralelamente»

- «Las más admirables combinaciones de los grandes maestros son la culminación de planes directos y simples. Estas brillantes combinaciones, que llenan nuestro ser del más alto sentimiento de bienestar, no ocurren al acaso: son producto de la evolución»

- «Obrar a conciencia, ser sincero, querer, eso es desarrollo»

- «Diosito no lo quiere , no le dio cerebro» (frase que con frecuencia utilizaba para designar a quienes nunca aprendían de sus errores)

## Partidas notables
- Carlos Torre Repetto contra Edwin Ziegler Adams, Nueva Orleans, 1920, Defensa francesa, 1-0[5]
- Carlos Torre Repetto contra Fred Dewhirst Yates, Marienbad, 1925, 1-0. Según el propio Torre, fue su mejor partida.[6]
- José Raul Capablanca contra Carlos Torre Repetto, Moscú, 1925, Defensa francesa, 1/2-1/2. En un final inferior, Carlos Torre logró forzar las tablas contra el campeón mundial.[7]
- Carlos Torre Repetto contra Alexander Alekhine, Baden-Baden, 1925, 1/2-1/2[8]
- Frank James Marshall contra Carlos Torre Repetto, Baden-Baden, 1925, Defensa mexicana, 0-1[9]
- Carlos Torre Repetto contra Emanuel Lasker, Moscú, 1925, Ataque Torre, 1-0. Primer «molino» o «lanzadera».[10]